# Северноамеричка трговина крзном
Северноамеричка трговина крзном је била комерцијална трговина крзном и другом робом у Северној Америци, претежно у источним провинцијама Канаде и североисточним америчким колонијама (ускоро североисточне Сједињене Америчке Државе). Трговина је покренута углавном преко француских, холандских и енглеских насељеника и истраживача у сарадњи са разним племенима америчких староседеоца у региону, као што су Хурони и Ирокези; на крају, финансијске и културне користи трговине крзном су довеле до тога да се ова трговина брзо проширила од обале до обале, на већи део континенталних Сједињених Америчких Држава и Аљаске.
Европљани су почели да учествују у северноамеричкој трговини крзном од почетног периода колонизације Америке па надаље; овај вид трговине је доносио финансијску и материјалну добит која је преношена у Европу. Европски трговци из Француске, Енглеске и Низоземске републике основали су трговачке станице и утврде у различитим регионима источне Северне Америке, првенствено да би обављали трговинске трансакције са првим нацијама и локалним заједницама. Трговина је достигла свој врхунац привредног значаја у 19. веку, када је цео рад био подстакнут искушеним стазама, знањем и искуствима бројних граничара и системом разрађених трговачких мрежа.

Трговина је убрзо постала један од главних економских покретача у Северној Америци и развила се конкуренција међу европским нацијама, које су одржавале трговинске интересе у Америци. САД су настојале да уклоне значајну британску контролу над северноамеричком трговином крзном током првих деценија своје државе. Многи аутохтони народи су зависили од трговине крзном, која је била примарни извора прихода и начин добијања робе произведене у Европи (као што су оружје, кућни прибор, кухињски прибор и други практични производи). Међутим, до средине 19. века, промена моде у Европи довела је до колапса цена крзна и пропасти неколико компанија за производњу крзна. Многе аутохтоне (и европске) заједнице које су се ослањале на трговину крзном изненада су осиромашиле и последично, изгубиле велики део политичког утицаја који су некада имале.
Број даброва и речних видра убијених током трговине крзном био је разоран за северноамеричку популацију животиња. Природни екосистеми који су се ослањали на даброве и бране које праве, такође су уништени, што је довело до еколошког уништења, значајних промена животне средине, па чак и суше у одређеним областима. Након ове деградације, и популација речне видре и дабра у Северној Америци наставила је да опада, без много приметног побољшања све до средине двадесетог века.